# Marcus Aurelius Lucilius
Marcus Aurelius Lucilius (vollständige Namensform Marcus Aurelius Marci filius Papiria Lucilius) war ein im 2. oder 3. Jahrhundert n. Chr. lebender Angehöriger der römischen Armee. Durch eine Inschrift, die in Tarraco gefunden wurde, ist seine militärische Laufbahn bekannt.
Lucilius war zunächst bei den Equites singulares in Rom (ex singularibus Imperatoris). Danach diente er als Centurio in den folgenden Legionen (in dieser Reihenfolge): in der Legio I Adiutrix, die ihr Hauptlager in Brigetio in der Provinz Pannonia superior hatte, in der Legio II Traiana, die ihr Hauptlager bei Alexandria in Aegyptus hatte, in der Legio VIII Augusta, die ihr Hauptlager in Argentorate in Germania superior hatte, in der Legio XIIII Gemina, die ihr Hauptlager in Carnuntum in Pannonia superior hatte, in der Legio VII Claudia, die ihr Hauptlager in Viminacium in Moesia superior hatte und zuletzt in der Legio VII Gemina, die ihr Hauptlager in León in Hispania Tarraconensis hatte. In der Legio VII Gemina erreichte er den Rang eines Hastatus prior.
Lucilius war in der Tribus Papiria eingeschrieben und stammte aus Poetovio. Er starb im Alter von 60 Jahren (annorum LX), nachdem er 40 Jahre in der Armee gedient hatte (stipendiorum XXXX). Der Grabstein wurde durch seine Ehefrau und Erbin Ulpia Iuventina errichtet.
James Robert Summerly datiert seine Laufbahn in einen Zeitraum zwischen 161 und 250.